# Шахтар (хокейний клуб, Солігорськ)
Хокейний клуб «Шахтар» — хокейний клуб з м. Солігорська, Білорусь. Заснований у 2009 році. Виступає у чемпіонаті Білоруської Екстраліги.

## Історія
Створення хокейного клубу «Шахтар» пов'язане з введенням в дію в серпні 2008 року в Солігорську льодового палацу. В кінці 2008 року на виконкомі Федерації хокею Республіки Білорусь була озвучена ініціатива про створення в Солігорську хокейної команди, в якій будуть виступати дві п'ятірки молодіжної збірної і одна — юніорської. Втім, ближче до весни 2009 року ця ініціатива трансформувалося в рішення створити на базі «Шахтаря» фарм-клуб першого білоруського представника в КХЛ — мінського «Динамо».
Команда була утворена влітку 2009 року. Для цього з попереднього фарма «Динамо» — мінського «Кераміна», був запрошений весь тренерський штаб на чолі з Андрієм Гусовим і квартет гравців: захисники Сушко, Шинкевич і форварди Дудик, Ковиршин. Втім, основна група гравців прийшла з «Динамо»: захисники — Антонов, Шведов, Д. Коробов і нападники В. Андрущенко, Заделенов, Кукушкін, Мелешко, Развадовський, Рязанцев, Саулієтіс, Чуприс. Крім того, в команду перейшли гравці з інних клубів, а саме воротарі Окса, Горячевських, Геров, захисники Башко, Люткевич, Сирей, Ногачов; нападники Шафаренко, Каркоцький, Камбович, Єфименко, Демков, А. Антоненко.
На початку літа 2010 року завершилися роботи з реорганізації ХК «Шахтар» (Солігорськ) в самостійну хокейну команду. Заручившись підтримкою спонсорів в особі ВАТ «Білоруськалій», ВАТ «Купалінка», ЗАТ «Солігорський Інститут з проблем ресурсозбереження з Досвідним виробництвом» команда стала міською, зберігши на час договір про співпрацю зі столичним «Динамо».

## Досягнення
- Чемпіон Білорусі (1): 2015.

## Арена

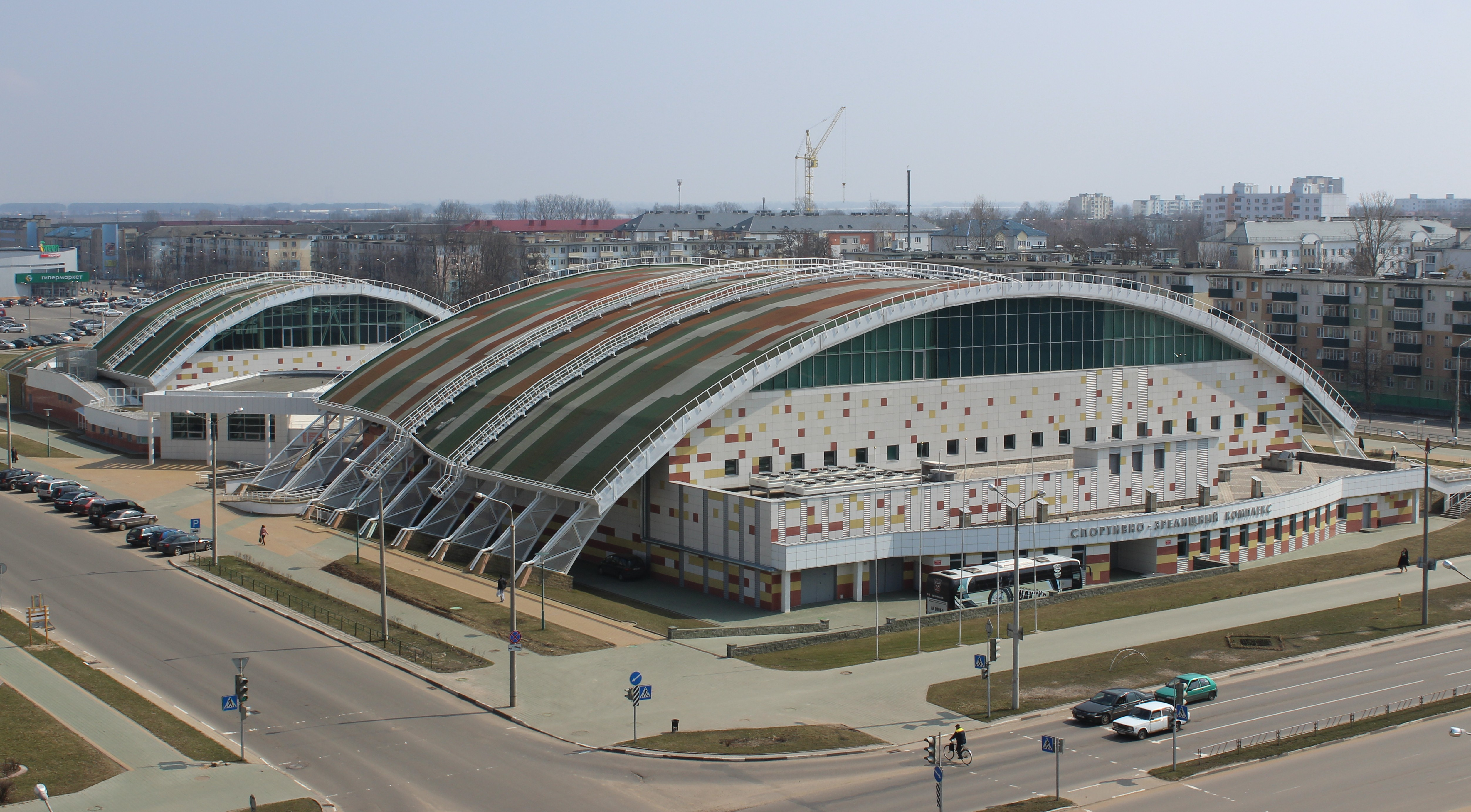
«Льодовий палац спорту» у м. Солігорськ; відкритий у 2008 році

З дебютного сезону 2009—2010 років свої домашні матчі «Шахтар» проводить на льоду спортивно-видовищного комплексу «Льодовий палац спорту» у м. Солігорськ. Арена була відкрита у 2008 році.
Арена «Льодового палацу» являє собою універсальну спортивно-видовищну залу з хокейною коробкою за розміром 29х60 метрів і трибуною на 1759 місць. Для інвалідів-колясочників збудована окрема ложа, доступ до якої забезпечує вантажопасажирський ліфт.
Передбачена можливість трансформування хокейної коробки в майданчик для ігрових видів спорту, спортивних єдиноборств, тенісу, важкої атлетики, гімнастики, боксу, а також в сцену для проведення концертів та інших видовищних заходів. В цьому випадку кладеться покриття, що уберігаює лід від танення і запобігає проникненню холоду назовні, на якому встанавлюється збірна сцена, а в партері з'являються 540 додаткових місць.
Також в комплексі є універсальна спортивна зала розміром 42х24 метри з можливістю додавання збірних трибун на 250 місць, хореографічний і тренажерні зали, медико-відновний комплекс з саунами і кафе.

## Символіка
Перший логотип ХК «Шахтар» був створений у другій половині 2009 року, коли команда виступала у структурі «Динамо» (Мінськ) (КХЛ) і готувалась дебютувати в Екстралізі як їхній фарм-клуб. Перший офіційний логотип, створений Тетяною Павловою, мав натяк на союз клубу із «Динамо» — крота зобразили в помаранчевій майці із синіми шортами «динамівців».
У 2010 році «Шахтар» вийшов із підрозділу «Динамо», отримавши повну автоноімю, а в міжсезоння створив свій власний герб (на якому зображено рік заснування самостійного клубу — 2010). Зміну логотипу вирішили відкласти; у крота змінився колір шорт із синього на чорний.
У серпні 2013 році клуб змінив свій логотип.

Історія символіки ХК «Шахтар»
2009—2010
2010—2013
2013—

## Спонсори
Офіційними спонсорами хокейного клубу «Шахтар» є:
- ВАТ «Білоруськалій». Один з найбільших у світі, другий в СНД після Уралкалія виробник калійних мінеральних добрив. Відкрите акціонерне товариство, розташоване в місті Солігорськ (Мінська область).
- ВАТ «Купалінка». Одне з найбільших підприємств концерну «Беллегпром» з виробництва білизняного та верхнього трикотажу для дорослих і дітей, з повним виробничим циклом від моменту надходження на підприємство пряжі різного сировинного складу, в'язання, фарбування та оздоблення трикотажних полотен, розкрою і пошиття трикотажних виробів та відвантаження їх споживачеві.

## Статистика
Капітани
- Андрій Башко — 2009—2011, з 2011
- Олексій Страхов — 2011